# جرج جونز
جرج گلن جونز (به انگلیسی: George Glenn Jones)، خواننده موسیقی کانتری، از سبک‌های موسیقی محلی آمریکا است.

## زندگینامه
جرج جونز در روز ۱۲ سپتامبر ۱۹۳۱ در شهر ساراتوگا ایالت تگزاس به دنیا آمد و در نوجوانی برای کسب درآمد در خیابان‌ها گیتار می‌نواخت. او پس از خدمت در نیروی تفنگدار دریایی آمریکا برای فعالیت هنری به هیوستون رفت. اوج دوران فعالیت هنری آقای جونز که از برندگان جایزه معتبر گرمی است، به دهه‌های ۱۹۵۰ تا ۱۹۹۰ میلادی برمی گردد. نام جورج جونز نخستین بار در سال ۱۹۵۵ به فهرست ۱۰ ترانه برتر آمریکا راه یافت. او در سال ۱۹۵۹ بعد توانست با ترانه "آذرخش سفید" ("White Lightning") برای نخستین بار در صدر این فهرست قرار بگیرد. موفقیت هنری او در دهه ۱۹۶۰ و ۱۹۷۰ نیز ادامه داشت. جرج جونز در سال ۱۹۶۹ پس از دو ازدواج ناموفق با تامی واینت که از خوانندگان موسیقی کانتری بود ازدواج کرد. زندگی مشترک این دو خواننده تا ۱۹۷۵ ادامه داشت. آنها در این مدت چند ترانه مشترک خواندند و همکاری هنریشان را بعد از متارکه نیز ادامه دادند.
اعتیاد شدید به الکل و کوکائین بر زندگی مشترک جونز با واینت اثر منفی گذاشت و اعتبار هنری را کاهش داد. جرج جونز در سال ۱۹۸۳ با همسر چهارم خود، نانسی سپلوادو ازدواج کرد؛ زنی که رهایی از اعتیاد را مرهون زحماتش می‌دانست. با این حال، در سال ۱۹۹۹ پس از تصادف در حال مستی به شدت مجروح شد و دوباره برای ترک اعتیاد به الکل مورد مداوا قرار گرفت. آقای جونز در حال برگزاری چندین کنسرت در شهرهای مختلف آمریکا بود که در بیمارستان بستری شد. یکی از مشهورترین ترانه‌های آقای جونز "او امروز به عشقش پایان داد" ("He Stopped Loving Her Today") نام داشت که مربوط به عشق و مرگ بود. این ترانه که در سال ۱۹۸۰ اجرا شد، چندین جایزه معتبر از جمله جایزه آکادمی موسیقی کانتری و جایزه گرمی را برای وی به ارمغان آورد.
او قرار بود در ماه نوامبر ۲۰۱۳ به همراه گروهی از ستارگان موسیقی کانتری در نشویل، تنسی اجرا کند. وی یک هفته قبل از مرگ به خاطر تب و فشار خون غیرمنظم در بیمارستان بستری شده بود و سرانجام در روز 	۲۶ آوریل ۲۰۱۳ در سن ۸۱ سالگی در نشویل، تنسی درگذشت.

## اظهار نظرها
فیث هیل، از خوانندگان موسیقی کانتری در واکنش به انتشار خبر درگذشت جرج جونز گفت: "امروز یکی از بهترین صداهایی را که خداوند خلق کرده از دست دادیم."

## بهترین آثار
او خالق ترانه‌های ماندگاری است که بعضی از آنها در صدر جدول ترانه‌های پرطرفدار قرار دارند.
- "White Lightning" (۱۹۵۹)
- "Tender Years" (۱۹۶۱)
- "She Thinks I Still Care" (۱۹۶۲)
- "Walk Through This World with Me" (۱۹۶۷)
- "We're Gonna Hold On" (همراه با تامی واینت) (۱۹۷۳)
- "The Grand Tour" (۱۹۷۴)
- "The Door" (۱۹۷۵)
- "Golden Ring" (همراه با تامی واینت) (۱۹۷۶)
- "Near You" (همراه با تامی واینت) (۱۹۷۷)
- "او امروز به عشقش پایان داد" (۱۹۸۰)
- "I Was Country When Country Wasn't Cool" (with Barbara Mandrell) (۱۹۸۱)
- "Still Doin' Time" (۱۹۸۱)
- "Yesterday's Wine" (with Merle Haggard) (۱۹۸۲)
- "I Always Get Lucky with You" (۱۹۸۳)